# ميكل ترافورد (تشيشير)
ميكل ترافورد (بالإنجليزية: Mickle Trafford)‏ هي قرية وأبرشية مدنية تقع في المملكة المتحدة في إنجلترا. يقدر عدد سكانها بـ 1,831 نسمة .